# San Felipe de Alajuelita
San Felipe es el quinto distrito del cantón de  Alajuelita, en la provincia de San José, de Costa Rica.

## Historia
El distrito de San Felipe surgió con la fundación del cantón en 1909, y al inicio el cantón de Alajuelita contaba con seis distritos, sin embargo, el distrito sexto de Tejarcillos fue integrado al de San Felipe en 1935, por lo que el distrito aumentó su extensión territorial de 4,00 km² a 5,57 km². Posteriormente en la década de 1990 se daría un ordenamiento territorial y San Felipe entregaría una porción de su territorio al distrito de Concepción, definiendo su extensión actual.

## Toponimia
El nombre del distrito proviene en honor a Felipe el Apóstol, uno de los doce apóstoles de Jesús de Nazaret. Es el patrono de la iglesia y del distrito de San Felipe.

## Geografía
San Felipe cuenta con un área de 5,13 km² y una altitud media de 1110 m s. n. m.

## Demografía
Para el año 2022, San Felipe cuenta con una población estimada de 36 043 habitantes, y para el último censo efectuado, en 2011, San Felipe contaba con una población de 31 649 habitantes.
El distrito se caracteriza por ser el más poblado del cantón, y además el octavo más poblado de la provincia de San José. [¿cuándo?]

## Localidades
- Barrios: Alajuelinda, Altos del Horizonte, Aurora, Bellotas, Bulevar de La Guardia, Corina Rodríguez, Don Omar, Esquipulas (comparte con San Josecito), Esquipulas Dos, Garabito, Guapil, Joaquín García Monge, Juan Rafael Mora, La Guaria (comparte con Alajuelita), La Tranca, Los Geranios, Los Pinos, Nuevo Horizonte, Peralta, San Felipe (centro), Targua, Tiribí, Vera de la Cruz, Verbena, Vista Clara (comparte con Alajuelita).[7]
- Poblados: Palo Campano.

## Transporte

### Carreteras
Al distrito lo atraviesan las siguientes rutas nacionales de carretera:
- Ruta nacional 177

## Concejo de distrito
El concejo de distrito del distrito de San Felipe vigila la actividad municipal y colabora con los respectivos distritos de su cantón. También está llamado a canalizar las necesidades y los intereses del distrito, por medio de la presentación de proyectos específicos ante el Concejo Municipal. La presidenta del concejo del distrito es la síndica propietaria del partido Nueva Generación, Laura Vanessa Meneses Rivas.
El concejo del distrito se integra por:
| #                       | Partido                         | Nombre                               |
| Síndico propietario     | Síndico propietario             | Síndico propietario                  |
| ----------------------- | ------------------------------- | ------------------------------------ |
| 1                       | Renovación Costarricense        | Laura Vanessa Meneses Rivas          |
| Síndico suplente        |                                 |                                      |
| 2                       | Renovación Costarricense        | Johnny Vargas Beita                  |
| Concejales propietarios |                                 |                                      |
| 3                       | Renovación Costarricense        | Marianela Segura Ramírez             |
| 4                       | Renovación Costarricense        | Edgar Gerardo Salguero Quintero      |
| 5                       | Partido Unidad Social Cristiana | Ana Lorena Montero Díaz              |
| 6                       | Partido Liberación Nacional     | Mayra Rojas Prado                    |
| Concejales suplentes    |                                 |                                      |
| 7                       | Renovación Costarricense        | Jerlyn Cecilia Angulo Fonseca        |
| 8                       | Renovación Costarricense        | Narciso Alfredo Martínez Grijalba    |
| 9                       | Partido Unidad Social Cristiana | Danisa Chavarría Benavides           |
| 10                      | Partido Liberación Nacional     | Jessica Salvadora Sánchez Vallecillo |